# 北澤楽天
北沢 楽天（きたざわ らくてん、1876年7月20日 - 1955年8月25日）は明治から昭和にかけて活躍した日本の漫画家、日本画家である。本名は保次（やすじ）。楽天は『時事漫画』や『東京パック』等の新聞や雑誌を中心として、多数の政治風刺漫画や風俗漫画の執筆で活躍した。
楽天は日本初の職業漫画家とみなされる事もあり、その漫画の人気は、現代における「漫画」という用語が広く一般に普及するのに多大な影響を与えた（最初に、西洋の「カートゥーン」の訳語として「漫画」という用語を使用したのは今泉一瓢である。楽天は、「コミック」の訳語として「漫画」という用語を最初に使用した）。また、戦前に発行された『楽天全集』は、幼少期の手塚治虫に影響を与えた作品の一つとして特筆される。

## 経歴
1876年（明治9年）、楽天は東京市神田区駿河台（現千代田区駿河台）に生まれる。北澤家は代々、埼玉の大宮宿で問屋名主、御伝馬役、紀州徳川家の鷹羽本陣御鳥見役を務めた名家である。
楽天は洋画を洋画研究所大幸館にて堀江正章から、日本画を父親の保定からそれぞれ学んだが、楽天の漫画家としての人生に最も大きな影響を与えたのは、オーストラリア出身の漫画家フランク・A・ナンキベル（Frank Arthur Nankivell）であった。1895年、横浜の週刊英字新聞「ボックス・オブ・キュリオス」社に入社した楽天は、同紙の漫画欄を担当していたナンキベルの欧米漫画の技術を学び、ナンキベルが日本を去った後にはその後継者として同紙の漫画を担当するようになった。
1899年、楽天は今泉一瓢の後を継いで時事新報の漫画記者となり、「支那の粟餅」（『時事新報』5508号、1899年4月1日）で初めて時事新報の紙面を飾った。1902年1月からは、同紙の日曜版漫画欄である「時事漫画」も手がけるようになった。時事新報時代の楽天が手がけた漫画としては、「田吾作と杢兵衛」「灰殻木戸郎の失敗」「茶目と凸坊」などが挙げられる。これらの作品はダークスやアウトコールト、オッパーなどのアメリカのコミックストリップ作家の影響を強く受けていた。

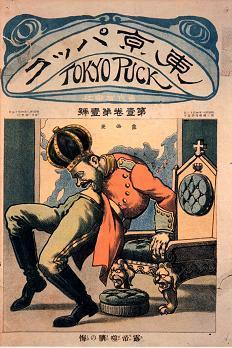
北沢楽天による東京パック創刊号の表紙画。作中に登場する楽天の代表的な作品の一つ。

1905年に、楽天は日本で最初のカラー4色刷りのB4判漫画雑誌『東京パック』（誌名はアメリカの漫画雑誌『パック』（Puck）にちなむ。恩師であるナンキベルが編集長をしていた）を創刊した。『東京パック』の漫画キャプションには、日本語の他に英語および中国語が併記されており、日本国内のみならず、朝鮮半島や中国大陸、台湾などのアジア各地でも販売された。同年、楽天は鈴木いのと結婚した。
1912年に楽天は、『東京パック』を出版する「有楽社」の社主・中村弥二郎（中村有楽）が経営に失敗し版権を手放したことを機に、『東京パック』を退く。退社後の楽天は、同年に新たな出版社「楽天社」を創設して、『楽天パック』『家庭パック』を創刊するが、この雑誌はわずか1年3ヶ月で廃刊を迎え、「楽天社」も解散した。
『楽天パック』終刊後、楽天は再び『時事新報』を自分の漫画活動の中心に据えるようになった。
1915年5月14日には、新聞漫画家10人で行った第1回漫画祭に参加した。
1921年、時事新報から『時事漫画』が日本最初の新聞日曜漫画版として独立し、楽天は主筆を務めた。『時事漫画』で、楽天は「丁野抜作」「物尾雄蔵」「腰野弁三」「欲野深三」などの様々な風刺的な登場人物が登場する漫画を連載していたが、これらの内で最も特筆すべきキャラクターは、1928年11月4日号から連載された『とんだはね子嬢』である。この作品は、日本で最初の少女を主人公とした連載漫画であり、現代の少女漫画の原型であるとも考えられている。また、クロスワードパズルを「十字語判断」の名で紙面に掲載させて一大ブームとなった。しかしながら、この頃から楽天の人気には翳りが見え始めた。読売新聞が『読売サンデー漫画』、東京日日新聞が『東日マガジン』、報知新聞が『日曜報知』を刊行するなど他紙が日曜漫画版に相次ぎ参入したことで『時事漫画』は読者を奪われ始め、1931年7月に『漫画と読物』、1932年5月に『漫画と写真』と改題して誌面の刷新を試みるものの、10月に時事新報の日曜漫画版は終刊となった。そして、1933年に楽天も時事新報を退社し、事実上第一線から退いた。
楽天は、時事新報退社間際に芝白金の自宅に「楽天漫画スタジオ」を開き、スケッチ教室を通じて後進の育成に乗り出した。退社後の1934年には弟子やスタジオに集った後進のためにスタジオを開放して「三光漫画スタジオ」と名称を変え、彼らの要請で引き続き若手漫画家を指導した。
1929年、楽天はフランス大使の斡旋によりパリで個展を開催する名目で世界漫遊の旅にでた。個展のために描いた新作をサロン・ドートンヌに出品して入選した。そのほか、パリにて「ユーモリストサロン」「巴里日本美術展覧会」等にて作品を展示した。しかし、肝心の個展はパリでの開催は叶わず、1930年2月にロンドンで開催した。この約1年以上に及ぶ世界漫遊旅行で得た物として、前述のスケッチ教室の開設があり、パリ滞在中に体験した絵画教室のシステムを持ち込んだものだった。
楽天はその知名度と漫画界への影響力を買われて、太平洋戦争中には日本漫画奉公会の会長も務めている。戦況の悪化に伴い、楽天は1945年に宮城県遠田郡田尻町（現・宮城県大崎市）に疎開した。
1948年、楽天は大宮市盆栽町に居を構え、新しい自宅を「楽天居」と称した。楽天はここで日本画を描く日々を送った。
1955年、楽天は脳溢血のため、自宅で死亡した。墓所はさいたま市大宮区の東光寺。その翌年、大宮市の名誉市民に推挙され、同市の名誉市民第1号となる。1966年、旧宅跡に大宮市立漫画会館（現・さいたま市立漫画会館）が設立された。

## 主要作品

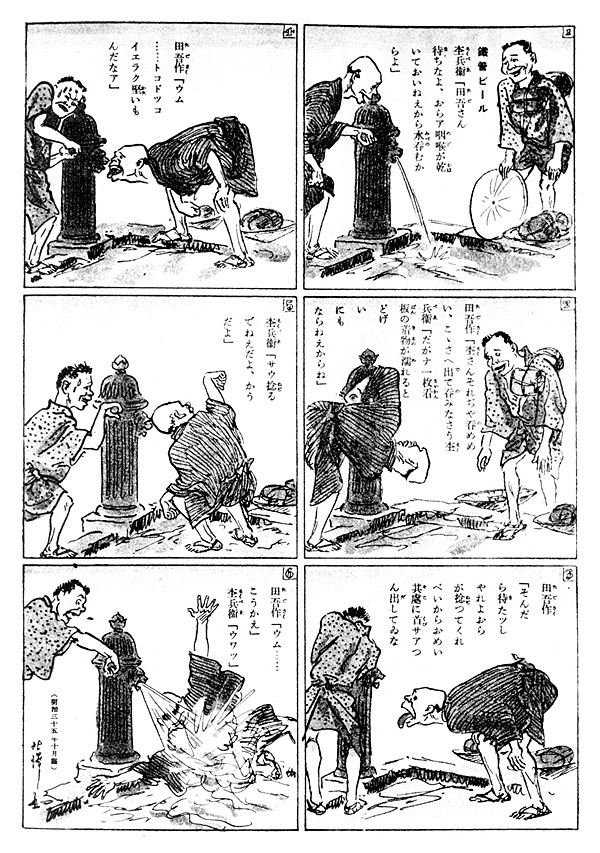
『田吾作と杢兵衛の東京見物』（1902年）

- 『時事新報』『東京パック』における多数の風刺一コマ漫画
- 『時事漫画』における多数の連載コマ漫画
  - 『田吾作と杢兵衛の東京見物』 - 東京見物に出てきた二人組の田舎者の話。当時の新風俗に疎い二人は、コーヒーに添えられた角砂糖を別々に食べてしまうなど、馬鹿な失敗をしでかす。1902年連載開始。
  - 『灰殻木戸郎の失敗』 - 気障な西洋かぶれのサラリーマン灰殻木戸郎（はいからきどろう。名前は「ハイカラ気取ろう」のもじりから）が、俄仕込みの西洋知識を披露しようとして恥をかく話。1902年連載開始。
  - 『茶目と凸坊』 - 二人の腕白少年の話。茶目と凸坊のキャラクターはカルタや人形として商品化され、日本漫画における最初期のキャラクター商品展開の一例となった。また、茶目は「茶目っ気」・「お茶目」などの語源にもなっている[要出典]。
  - 『心のルンペン』 - 間抜けな主人公丁野抜作（ていのぬけさく。名前は低能・抜け作のもじりから）のペーソスにあふれる失敗を描いた話。丁野抜作は大正時代における人気キャラクターの一人であった。1915年連載開始。
  - 『とんだはね子嬢』 - お転婆な少女、とんだはね子の活躍を描いた話[7]。『はね子』は日本で最初の少女を主人公とした連載漫画であり、長谷川町子の『仲よし手帖』などの、最初期の少女漫画に影響を与えている。1928年連載開始。
- 楽天全集１『明治大正昭和社會漫画集』
- 楽天全集２『世態人情風俗漫画集』
- 楽天全集３『金言警句川柳漫画集』
- 楽天全集５『世界外交戦争漫画集』
- 楽天全集６『凸茶目漫画集』
- 楽天全集７『ブルプロ漫画集』
- 楽天全集９『女百態エログロ漫画集』

## 弟子
- 島田啓三
- 下川凹天
- 根本進
- 松下井知夫
- 西川辰美
- 志村つね平
- 幸内純一
- 横井福次郎
- 井崎一夫
- 小川武

- 小川治平
- 河盛久夫
- 田中比左良
- 長崎抜天
- 安本亮一
- 萩原楽一
- 河盛久夫
- 麻生豊
- 紫藤南天
- 保積稲天
- 益子かつみ

## 参考書籍
- 埼玉県立近代美術館 大越久子 前山裕司編集 『ニッポンの風刺画』 埼玉県立近代美術館、1993年 - 楽天の風刺画を70点弱掲載
- 清水勲 『図説・漫画の歴史』 河出書房新社、1999年7月、ISBN 4-309-72611-9
- 清水勲 『マンガ誕生―大正デモクラシーからの出発』 吉川弘文館、1999年8月、ISBN 4-642-05475-8
- 北沢楽天顕彰会 『北沢楽天―日本で初めての漫画家』さきたま出版会 (もっと知りたい埼玉のひと)、 2019年4月20日、ISBN 978-4878914553
- 竹内一郎 『北澤楽天と岡本一平 日本漫画の二人の祖』、集英社新書、2020年4月17日、ISBN 978-4-087211191